# Eupelmus melanotarsus
Eupelmus melanotarsus är en stekelart som beskrevs av Perkins 1910. Eupelmus melanotarsus ingår i släktet Eupelmus och familjen hoppglanssteklar. Inga underarter finns listade i Catalogue of Life.